# 辉县市第六高级中学
辉县市第六高级中学，简称“六中”，位于中国河南省新乡市代管的辉县市，因为原校址地处县城，为城关镇所办，所以又称“城关高中”。第六高中开办之初名声不佳，后来转供高考落榜学生复读为主。1993年起，第六高中开始有应届学生考上大学本科。此后形势年年好转，师生努力，升学率直追第一高中。